# Гилкрист, Джон Бортвик
Джон Бортвик Гилкрист (19 июня 1759, Эдинбург — 9 января 1841, Париж) — шотландский хирург, лингвист, филолог, индолог.

## Ранние годы
Родился в Эдинбурге в семье купца Уолтера Гилкриста, который исчез в год рождения сына. Матерью его была Генриетта Фаркухарсон. После обучения в школе Джорджа Гериота, учебном заведении для сирот, и Высшей школе Эдинбурга (1773) в 16 лет он отправился в Вест-Индию, где изучал выращивание и производства индигоферы красильной. В 1782 он получил назначение сначала на королевский флот в качестве помощника хирурга, а затем в 1783 году — на пост помощника хирурга в Медицинскую службу Ост-Индской компании. Он высадился в Бомбее в 1782 году, затем путешествовал по суше вместе с войсками. Именно тогда он отметил, что компания не поощряет своих сотрудников изучать местный язык, тогда как для эффективного взаимодействия знание языка офицерам необходимо.

## Словарь и грамматика
Здесь Гилкрист начал изучение языка хиндустани и создание своего первого словаря. Для этого в 1785 году он ходатайствовал об освобождении на год от обязанностей. В 1787 году освобождение было предоставлено, и Гилкрист никогда больше не вернулся в Медицинскую службу. Он провёл 12 лет, живя в различных местах, включая Патну, Файзабад, Лакхнау, Дели и Газипур.
Между тем в 1786 году в своём первом объявлении анонсировал свой хиндустани-английский словарь, который был опубликован по подписке и выпускался отдельными томами вплоть до 1790 года. Это была, по-видимому, первая публикация шрифтом деванагари, как выяснил известный востоковед Чарльз Уилкинс. Правительство пообещало приобрести 150 выпусков по цене 40 рупий за единицу; постепенно цена выросла до 60 рупий.
В 1794 году Гилкрист был повышен до хирурга в Ост-Индской компании. В 1796 году появилась его грамматика.
По его предложению генерал-губернатор Индии, маркиз Уэллесли и служащие компании в Форт-Уильяме согласились открыть в форте колледж. В 1801 году Гилкрист был назначен главой колледжа и профессором персидского и хиндустани языков. Он был главой колледжа до 1804 года.
Для изучения языка хиндустани, Джон Гилкрист инициировал перевод нескольких классических книг популярных в Индии на протяжении нескольких сотен лет. Так, по просьбе Гилкриста, индийским писателем Мир Аманом была написана и издана книга «Сад и весна», которая являлась переложением на урду книги «История четырех дервишей» на персидском языке, приписываемая великому индийскому поэту XIV века Амиру Хусро.

## Эдинбург и Лондон
Гилкрист оставался в Индии до 1804 года, когда он вернулся в Англию по причине болезни и был награждён степенью доктора права Эдинбургским университетом.
В 1805 году Гилкрист начал бизнес в сфере торговли льном в Эдинбурге, хотя проводил достаточно много времени в Лондоне, давая лекции. В 1806 году, когда в замке Хертфорд был основан колледж Ост-Индской компании, его первоначальный учебный план предусматривал преподавание лишь арабского и персидского языков. Однако первый назначенный профессор Джонатан Скотт, преподаватель арабского и персидского языков, уволился ещё до того, как колледж раскрыл свои двери. Гилкрист сменил его, но продержался на посту лишь несколько месяцев.
В 1806 году Гилкрист вернулся в Эдинбург, где основал банковскую фирму. Здесь он стал также членом Королевского общества Эдинбурга (1807 год), Королевского садоводческого общества, Ост-Индского общества и нескольких других. В 1815 году его банковский бизнес столкнулся с трудностями и потерпел фиаско. В 1817 году он снова переехал в Лондон, где он поселился до 1827 или 1828 года. Здесь он помогал в основании Университетского колледжа Лондона и работал в качестве его первого профессора хиндустани. Он также работал с доктором Джорджем Биркбеком в деле основания Лондонского института механики (позднее колледж Биркбека) и помогал открыть Восточный институт в Лондоне. Затем он переехал в Париж.

## Благотворительность
В 1841 году, перед своей смертью, он учредил специальный трест для продвижения образования, который предоставляет стипендии и спонсирует научные лекции.

## Избранные труды
- A Dictionary: English and Hindoostanee, Calcutta: Stuart and Cooper, 1787-90.
- A Grammar, of the Hindoostanee Language, or Part Third of Volume First, of a System of Hindoostanee Philology, Calcutta: Chronicle Press, 1796.
- A Dictionary English and Hindoostanee. To which Is Prefixed a Grammar of the Hindoostanee Language. By John Gilchrist . . . Calcutta: Printed by Stuart and Cooper. M.DCC.LXXXVI
- The Anti-Jargonist; a short and familiar introduction to the Hindoostanee Language, with an exstensive Vocabulary, Calcutta, 1800.
- Dialogues, English and Hindoostanee, calculated to promote the colloquial intercourse of Europeans, on the most useful and familiar subjects, with the natives of India, upon their arrival in that country, Calcutta, 1802(?). Second edition: Edinburgh, Manners and Miller et al., 1809. lxiii, 253 p.
- The Hindee Director, or Student’s Introductor to the Hindoostanee Language; comprising the Practical outlines of the improved Orthoepy and Orthography, along with first and general Principles of its Grammar, Calcutta, 1802.
- The Hindee-Arabic Mirror; or improved Arabic practical tables of such Arabic words which are intimately connected with a due knowledge of the Hindoostanee language, Calcutta, 1802.
- The Hindee-Roman Orthoepigraphical Ultimatum, or a systematic descriptive view of the Oriental and Occidental visible sounds of fixed and practical principles for the Language of the East, Calcutta, 1804.
- British Indian Monitor; or, the Antijargonist, Stranger’s Guide, Oriental Linguist, and Various Other Works, compressed into a series of portable volumes, on the Hindoostanee Language, improperly called Moors; with considerable information respecting Eastern tongues, manners, customs, &c., Edinburgh: Walker & Grieg, 1806-8.
- Parliamentary reform, on constitutional principles; or, British loyalty against continental royalty, the whole host of sacerdotal inquisitors in Europe, and every iniquitous judge, corrupt ruler, venal corporation, rotten borough, slavish editor, or Jacobitical toad-eater within the British Empire, Glasgow : W. Lang. 1815.
- The Orienti-Occidental Tuitionary Pioneer to Literary Pursuits, by the King’s and Company’s Officers of all Ranks, Capacities, and Departments, either as probationers at scholastic establishments, during the early periods of life, their outward voyage to the East, or while actually serving in British India…A Complete Regular Series of Fourteen Reports…earnestly recommending also the general Introduction, and efficient Culture immediately, of Practical Orientalism, simultaneously with Useful Occident Learning at all the Colleges, respectable Institutions, Schools, or Academies, in the United Kingdom,…a brief prospectus of the art of thinking made easy and attractive to Children, by the early and familiar union of theory with colloquial practice, on commensurate premises, in some appropriate examples, lists, &c. besides a Comprehensive Panglossal Diorama for a universal Language and Character…a perfectly new theory of Latin verbs, London: 1816.
- The Oriental Green Bag!! Or a Complete Sketch of Edwards Alter in the Royal Exchequer, Containing a full Account of the Battle with the Books between a Belle and a Dragon: by a radical admirer of the great Sir William Jones’s civil, religious, and political creed, against whom information have recently been lodged for the Treasonable Offence and heinous crime of deep-rooted Hostility to Corruption and Despotism, in every Shape and Form; on the sacred oath of Peeping Tom at Coventry, London: J.B. Gilchrist, 1820.
- The Hindee-Roman Orthoepigraphical Ultimatum;or a systematic, descriminative view of Oriental and Occidental visible Sounds, on fixed and practical principles for acquiring the … pronunciation of many Oriental languages; exemplified in one hundred popular anecdotes, … and proverbs of the Hindoostanee story teller, London: 1820.
- The General East India Guide and Vade Mecum: for the public functionary, government officer, private agent, trader or foreign sojourner, in British India, and the adjacent parts of Asia immediately connected with the honourable East India Company, London: Kingsbury, Parbury and Allen, 1825.
- Dialogues, English and Hindoostanee; for illustrating the grammatical principles of the Strangers' East Indian Guide, and to promote the colloquial intercourse of Europeans on the most indispensable and familiar subjects with the Natives of India immediately upon their arrival in Hindoostan, London: Kingsley, Parbury, and Allen, 1826.
- A Practical Appeal to the Public, Through a Series of Letters, in Defence of the New System of Physic, London : Parbury, Allen, & Co. 1833.
- A Bold Epistolary Rhapsody Addressed to the Proprietors of East-India Stock in particular, and to every individual of the Welch, Scottish and English nations in general, London: Ridgway, 1833.